# 카시리
카시리(Kasiri)는 수리남 및 가이아나 지역에서 카사바 뿌리로 만들어지는 전통 술으로, 카사바의 뿌리를 갈아 물에 담근 뒤 압착하여 뽑아내서 만든다. 브라질에서는 발효를 활성화시키기 위해 카사바 뿌리를 갈아넣기 전에 씹어주기도 한다.